# باتريك ويمر
باتريك ويمر (بالألمانية: Patrick Wimmer)‏ هو لاعب كرة قدم نمساوي، ولد في 30 مايو 2001 في النمسا. لعب مع أوستريا فيينا.

## وصلات خارجية
- باتريك ويمر على موقع الاتحاد الأوربي (الإنجليزية)
- باتريك ويمر على موقع قاعدة بيانات كرة القدم.إي يو (الإنجليزية)
- باتريك ويمر على موقع Soccerway.com (الإنجليزية)
- باتريك ويمر على موقع عالم كرة القدم.نت (الإنجليزية)